# 페르난도 트루에바
페르난도 트루에바(Fernando Trueba, 1955년 1월 18일 ~ )는 스페인의 영화 감독, 영화 각본가, 프로듀서이다. 1992년 영화 《아름다운 시절》을 통해 아카데미 외국어 영화상을 수상했다.

## 작품 목록
- 오페라 프리마 (1980)
- 아름다운 시절 (1992)
- 투 머치 (1995)
- 꿈 속의 여인 (1998)
- 댄서와 도둑 (2009)
- 치코와 리타 (2010)
- 나의 아버지 (2020)
- 그들은 피아노 연주자를 쐈다 (2023)